# American Dreamer (televisieserie)
American Dreamer is een Amerikaanse sitcom die van 20 september 1990 tot en met 22 juni 1991 uitgezonden werd door NBC. Er werd slechts een seizoen ofwel 17 afleveringen geproduceerd.

## Verhaal
De serie draait rond Tom Nash, ooit een invloedrijk netwerkcorrespondent. Na het overlijden van zijn vrouw besloot hij om zijn carrière op te geven om meer tijd door te brengen met zijn kinderen, Rachel en Danny. Om dit te bereiken verhuisde hij naar Kenosha (Wisconsin), waar hij zijn brood verdient met het schrijven van een filosofische column voor een krant in Chicago. Zijn redacteur, Joe Baines, vindt dat Tom zijn talenten volledig verspilt en komt wekelijks van Chicago op bezoek om te proberen Tom ervan te overtuigen terug te keren naar de wereld van het "harde nieuws". Andere personages zijn onder andere Toms maffe secretaresse Lillian Abernathy en Holly Baker, een vriendelijke serveerster in Toms favoriete restaurant.

## Rolverdeling
| Acteur         | Personage         |
| -------------- | ----------------- |
| Robert Urich   | Tom Nash          |
| Margaret Welsh | Holly Baker       |
| Jeffrey Tambor | Joe Baines        |
| Carol Kane     | Lillian Abernathy |
| Chay Lentin    | Rachel Nash       |
| Johnny Galecki | Danny Nash        |

## Afleveringen
| Nr. | Titel aflevering                   | Uitzenddatum VS   |
| --- | ---------------------------------- | ----------------- |
| 1   | Pilot                              | 20 september 1990 |
| 2   | Guys Just Wanna Have Fun           | 22 september 1990 |
| 3   | Flight of the Dodo                 | 29 september 1990 |
| 4   | All God's Children Go to Wisconsin | 6 oktober 1990    |
| 5   | Corvette Man                       | 13 oktober 1990   |
| 6   | Over the Hill?                     | 20 oktober 1990   |
| 7   | Mr. Wizard                         | 27 oktober 1990   |
| 8   | Divorce, American Dreamer Style    | 3 november 1990   |
| 9   | In from the Cold: Part 1           | 10 november 1990  |
| 10  | In from the Cold: Part 2           | 24 november 1990  |
| 11  | The Fabulous Baker Girls           | 1 december 1990   |
| 12  | A Face in the Cloud                | 8 december 1990   |
| 13  | Don't Drink the Water              | 25 mei 1991       |
| 14  | Mother Knows Best                  | 1 juni 1991       |
| 15  | Papa Joe                           | 8 juni 1991       |
| 16  | Heartbreak Diner                   | 15 juni 1991      |
| 17  | They Shoot Ducks, Don't They?      | 22 juni 1991      |